# 圣伊里耶苏赛克斯
圣伊里耶-苏赛克斯（法語：Saint-Yrieix-sous-Aixe，意为艾克斯城下的圣伊里耶）是法国新阿基坦大区上维埃纳省的一个市镇，属于利摩日区。该市镇2009年时的人口为421人。

## 人口
圣伊里耶-苏赛克斯人口变化图示
| 数据来源：INSEE |